# Дискография синглов Twice
Дискография синглов южнокорейской женской группы Twice состоит из 34 синглов и 10 рекламных синглов.
Сформированные JYP Entertaiment в 2015 году через теле-шоу на выживание Sixteen, Twice дебютировали в октябре 2015 года с выпуском сингла «Like Ooh-Ahh», который стал их первым синглом в десятке лучших в цифровом чарте Gaon. Позже группа девять раз подряд занимала первое место с 2016 по 2018 год: «Cheer Up», «ТТ», «Knock-Knock», «Signal», «Likey», «Heart Shaker», «What Is Love?», «Dance The Night Away» и «Yes Or Yes». Последующие синглы с 2019 по 2021 год: «Fancy», «Feel Special», «More & More», «I Can’t Stop Me» и «Alcohol-Free» — все вошли в первую десятку. Другие синглы, такие как «The Best Thing I Ever Did», «Scientist» и «Talk That Talk», все попали в Топ-40. «What Is Love?», «Dance the Night Away», «Yes or Yes» и «Fancy» также получили платиновые сертификаты Корейской ассоциации музыкального контента (KMCA) за достижение 100 миллионов прослушиваний.
В Японии первые два японских сингла группы «One More Time» и «Candy Pop», стали платиновыми согласно Японской ассоциацией звукозаписывающей индустрии (RIAJ). А третий сингл «Wake Me Up» стал первым физическим синглом иностранных артисток, получившим двойной платиновый сертификат. Последующие японские синглы группы «Happy Happy», «Breakthrough» и «Fanfare» также получили платиновые сертификаты.
реди«других успехов группы в чартах песня Likey», которая дебютировала на вершине чарта World Digital Song Sales. Первый английский сингл группы «The Feels» стал их первой песней, попавшей в чарты Billboard Hot 100 и UK Singles Chart.
На сегодняшний день Twice заработали девять синглов номер один в Gaon Digital Chart, шесть синглов номер один в K-pop Hot 100, четыре сингла номер один в чарте Oricon Singles Chart и пять синглов номер один в Billboard Japan Hot 100.

## Синглы
| Название                                                                                 | Год       | Высшая позиция в чартах | Высшая позиция в чартах | Высшая позиция в чартах | Высшая позиция в чартах | Высшая позиция в чартах | Высшая позиция в чартах | Высшая позиция в чартах | Высшая позиция в чартах | Высшая позиция в чартах | Высшая позиция в чартах | Продажи (цифровые)                              | Сертификация                                                                                   | Альбом                        |
| Название                                                                                 | Год       | KOR                     | KOR Hot                 | JPN                     | JPN Hot                 | JPN Dig.                | NZ Hot                  | UK                      | US                      | US World                | WW                      | Продажи (цифровые)                              | Сертификация                                                                                   | Альбом                        |
| Корейские                                                                                | Корейские | Корейские               | Корейские               | Корейские               | Корейские               | Корейские               | Корейские               | Корейские               | Корейские               | Корейские               | Корейские               | Корейские                                       | Корейские                                                                                      | Корейские                     |
| ---------------------------------------------------------------------------------------- | --------- | ----------------------- | ----------------------- | ----------------------- | ----------------------- | ----------------------- | ----------------------- | ----------------------- | ----------------------- | ----------------------- | ----------------------- | ----------------------------------------------- | ---------------------------------------------------------------------------------------------- | ----------------------------- |
| «Like Ooh-Ahh» (Ooh-Ahh하게)                                                             | 2015      | 10                      | —                       | —                       | —                       | 27                      | —                       | —                       | 6                       | —                       | —                       | - Республика Корея: 2,500,000                   | - Республика Корея: Сильвер                                                                    | The Story Begins              |
| «Cheer Up»                                                                               | 2016      | 1                       | 53                      | —                       | —                       | 23                      | —                       | —                       | 3                       | —                       | —                       | - Республика Корея: 2,737,015                   |                                                                                                | Page Two                      |
| «TT»                                                                                     | 2016      | 1                       | 36                      | —                       | —                       | 3                       | 17                      | —                       | 2                       | —                       | —                       | - Республика Корея: 2,500,000 - Япония: 100,000 | - RIAJ: Сильвер (японская версия) - RIAJ: Сильвер (корейская версия) - RIAJ: Золото (Цифровой) | Twicecoaster: Lane 1 и #Twice |
| «Knock Knock»                                                                            | 2017      | 1                       | 25                      | —                       | —                       | 15                      | —                       | —                       | 5                       | —                       | —                       | - Республика Корея: 2,500,000                   |                                                                                                | Twicecoaster: Lane 2          |
| «Signal»                                                                                 | 2017      | 1                       | 1                       | —                       | —                       | 4                       | —                       | —                       | 3                       | —                       | —                       | - Республика Корея: 1,250,964                   |                                                                                                | Signal                        |
| «Likey»                                                                                  | 2017      | 1                       | 1                       | —                       | —                       | 2                       | —                       | —                       | 1                       | —                       | —                       | - Республика Корея: 2,500,000 - США: 5,000      | - RIAJ: Золото                                                                                 | Twicetagram                   |
| «Heart Shaker»                                                                           | 2017      | 1                       | 1                       | —                       | —                       | 4                       | 5                       | —                       | 2                       | —                       | —                       | - Республика Корея: 2,500,000 - Япония: 13,333  | - RIAJ: Сильвер                                                                                | Merry & Happy                 |
| «What Is Love?»                                                                          | 2018      | 1                       | 1                       | —                       | —                       | 6                       | 5                       | —                       | 3                       | —                       | —                       | - Республика Корея: 2,500,000 - Япония: 15,735  | - KMCA: Платина - KMCA: Платина (цифровые) - RIAJ: Сильвер                                     | What Is Love?                 |
| «Dance the Night Away»                                                                   | 2018      | 1                       | 1                       | —                       | —                       | 5                       | 11                      | —                       | 2                       | —                       | —                       | - Республика Корея: 2,500,000 - Япония: 12,705  | - Республика Корея: Платина - KMCA: Платина (цифровой) - RIAJ: Сильвер                         | Summer Nights                 |
| «Yes or Yes»                                                                             | 2018      | 1                       | 2                       | —                       | —                       | 5                       | 14                      | —                       | 5                       | —                       | —                       | - Республика Корея: 2,500,000 - Япония: 15,954  | - Республика Корея: Платина - Республика Корея: Платина (Цифровой) - Япония: Золото            | Yes or Yes                    |
| «The Best Thing I Ever Did» (올해 제일 잘한 일)                                          | 2018      | 27                      | 22                      | —                       | —                       | 67                      | —                       | —                       | 17                      | —                       | —                       |                                                 |                                                                                                | The Year of «Yes»             |
| «Fancy»                                                                                  | 2019      | 3                       | 3                       | —                       | —                       | 4                       | 8                       | 17                      | 4                       | —                       | —                       | - Япония: 16,963 - США: 2,000                   | - Республика Корея: Платина - Япония: Золото                                                   | Fancy You                     |
| «Feel Special»                                                                           | 2019      | 9                       | 1                       | 82                      | —                       | 4                       | 13                      | 8                       | 1                       | —                       | —                       | - JPN: 8,424 - US: 2,000                        | - Республика Корея: Платина                                                                    | Feel Special                  |
| «More & More»                                                                            | 2020      | 4                       | 2                       | —                       | —                       | 3                       | 10                      | 12                      | 2                       | —                       | —                       | - JPN: 10,361                                   | - Япония: Золото                                                                               | More & More                   |
| «I Can’t Stop Me»                                                                        | 2020      | 8                       | 5                       | —                       | 5                       | 9                       | 13                      | —                       | —                       | 1                       | 31                      | - JPN: 8,802                                    | - Япония: Золото                                                                               | Eyes Wide Open                |
| «Alcohol-Free»                                                                           | 2021      | 6                       | 7                       | —                       | 19                      | —                       | 28                      | —                       | —                       | 3                       | 41                      |                                                 |                                                                                                | Taste of Love                 |
| «Scientist»                                                                              | 2021      | 32                      | 19                      | —                       | 25                      | —                       | 27                      | —                       | —                       | 7                       | 52                      |                                                 |                                                                                                | Formula of Love: O+T=<3       |
| «Talk that Talk»                                                                         | 2022      | 20                      | 4                       | —                       | 7                       | 27                      | 6                       | —                       | —                       | 4                       | 18                      |                                                 |                                                                                                | Between 1&2                   |
| Японские                                                                                 |           |                         |                         |                         |                         |                         |                         |                         |                         |                         |                         |                                                 |                                                                                                |                               |
| «One More Time»                                                                          | 2017      | —                       | —                       | —                       | 1                       | 1                       | —                       | —                       | 8                       | —                       | —                       | - Япония: 267,533 (Физ.)                        | - Япония: Сильвер - Япония: Платина (Физ.)                                                     | BDZ                           |
| «Candy Pop»                                                                              | 2018      | —                       | —                       | —                       | 1                       | 1                       | 14                      | —                       | —                       | —                       | —                       | - Япония: 341,773 (Физ.)                        | - RIAJ: Платина (Физ.) - RIAJ: Сильвер                                                         | BDZ                           |
| «Wake Me Up»                                                                             | 2018      | —                       | —                       | —                       | 1                       | 1                       | 14                      | —                       | —                       | —                       | —                       | - JPN: 471,438 (Физ.) - Япония: 19,378          | - RIAJ: 2× Платина (Физ.)                                                                      | BDZ                           |
| «BDZ»                                                                                    | 2018      | —                       | —                       | —                       | —                       | 7                       | —                       | —                       | 23                      | —                       | —                       |                                                 | - RIAJ: Сильвер                                                                                | BDZ                           |
| «Happy Happy»                                                                            | 2019      | —                       | —                       | —                       | 2                       | 2                       | 19                      | —                       | —                       | —                       | —                       | - JPN: 316,044 (Физ.) - JPN: 5,653              | - RIAJ: Платина (Физ.)                                                                         | &Twice                        |
| «Breakthrough»                                                                           | 2019      | —                       | 99                      | —                       | 2                       | 1                       | —                       | —                       | 11                      | —                       | —                       | - JPN: 326,794 (Физ.)                           | * RIAJ: Платина (Физ.)                                                                         | &Twice                        |
| «Fake & True»                                                                            | 2019      | —                       | —                       | —                       | —                       | 19                      | —                       | —                       | —                       | —                       | —                       |                                                 |                                                                                                | &Twice                        |
| «Fanfare»                                                                                | 2020      | —                       | —                       | —                       | 1                       | 1                       | 18                      | —                       | —                       | —                       | —                       | - JPN: 220,154 (Физ.)                           | - RIAJ: Платина (Физ.) - RIAJ: Золото                                                          | Perfect World                 |
| «Better»                                                                                 | 2020      | —                       | —                       | —                       | 2                       | 3                       | —                       | —                       | —                       | —                       | —                       | - JPN: 105,821 (Физ.)                           | - RIAJ: Золото (Физ.)                                                                          | Perfect World                 |
| «Kura Kura»                                                                              | 2021      | —                       | —                       | —                       | —                       | 3                       | 3                       | 18                      | —                       | —                       | —                       | - JPN: 94,166 (Физ.) - JPN: 3,827               | - RIAJ: Золото (Физ.)                                                                          | Perfect World                 |
| «Perfect World»                                                                          | 2021      | —                       | —                       | —                       | 24                      | —                       | —                       | —                       | —                       | —                       | —                       |                                                 |                                                                                                | Perfect World                 |
| «Doughnut»                                                                               | 2021      | —                       | —                       | 3                       | 6                       | —                       | —                       | —                       | —                       | —                       | —                       | - JPN: 62,303 (Физ.)                            | - RIAJ: Золото                                                                                 | Celebrate                     |
| «Celebrate»                                                                              | 2022      | —                       | —                       | —                       | 10                      | —                       | —                       | —                       | —                       | —                       | —                       | —                                               | —                                                                                              | Celebrate                     |
| Английские                                                                               |           |                         |                         |                         |                         |                         |                         |                         |                         |                         |                         |                                                 |                                                                                                |                               |
| «The Feels»                                                                              | 2021      | 94                      | 56                      | —                       | 3                       | —                       | 4                       | 80                      | 83                      | —                       | 12                      |                                                 |                                                                                                | Сингл вне альбома             |
| «Moonlight Sunrise»                                                                      | 2023      | —                       | —                       | 7                       | 5                       | —                       | 4                       | —                       | 84                      | 3                       | 22                      |                                                 |                                                                                                | Ready to Be                   |
| «—» обозначает релизы, которые не попали в чарт или не были выпущены на этой территории. |           |                         |                         |                         |                         |                         |                         |                         |                         |                         |                         |                                                 |                                                                                                |                               |

## Промосинглы
| Название                                                                                | Год  | Высшие позиции в чартах | Высшие позиции в чартах | Высшие позиции в чартах | Высшие позиции в чартах | Продажи         | Альбом                      |
| Название                                                                                | Год  | KOR                     | KOR Hot                 | JPN Hot                 | JPN Dig.                | Продажи         | Альбом                      |
| --------------------------------------------------------------------------------------- | ---- | ----------------------- | ----------------------- | ----------------------- | ----------------------- | --------------- | --------------------------- |
| «Signal» (Японская версия)                                                              | 2017 | —                       | —                       | —                       | —                       |                 | #Twice                      |
| «Stay by My Side»                                                                       | 2018 | —                       | —                       | 23                      | 11                      | - Япония: 6,289 | BDZ (Repackage)             |
| «Likey» (Японская версия)                                                               | 2019 | —                       | —                       | —                       | —                       |                 | #Twice2                     |
| «What Is Love?» (Японская версия)                                                       | 2019 | —                       | —                       | —                       | —                       |                 | #Twice2                     |
| «Stuck in My Head» (Японская версия)                                                    | 2020 | —                       | —                       | 59                      | —                       |                 | #Twice3                     |
| «More & More» (Английская версия)                                                       | 2020 | —                       | —                       | —                       | —                       |                 | Сингл вне альбома           |
| «I Can’t Stop Me» (Английская версия)                                                   | 2020 | —                       | —                       | —                       | —                       |                 | Сингл вне альбома           |
| «I Love You More Than Anyone» (누구보다 널 사랑해)                                      | 2021 | 105                     | 75                      | —                       | —                       |                 | Hospital Playlist: Season 2 |
| «Scientist» (Японская версия)                                                           | 2022 | —                       | —                       | —                       | —                       |                 | #Twice4                     |
| «Just Be Yourself»                                                                      | 2022 | —                       | —                       | —                       | —                       |                 | Celebrate                   |
| «—» обозначает релизы, которые не попали в чарт или не были выпущены на этой территории |      |                         |                         |                         |                         |                 |                             |

## Другие песни в чартах
| Название                                                                                | Год  | Высшие позиции в чартах | Высшие позиции в чартах | Высшие позиции в чартах | Высшие позиции в чартах | Высшие позиции в чартах | Продажи                     | Альбом               |
| Название                                                                                | Год  | KOR                     | KOR Hot                 | JPN Hot                 | NZ Hot                  | US World                | Продажи                     | Альбом               |
| --------------------------------------------------------------------------------------- | ---- | ----------------------- | ----------------------- | ----------------------- | ----------------------- | ----------------------- | --------------------------- | -------------------- |
| «Do It Again» (다시 해줘)                                                               | 2015 | 127                     | —                       | —                       | —                       | —                       | - Республика Корея: 19,601  | The Story Begins     |
| «Going Crazy» (미쳤나봐)                                                                | 2015 | 164                     | —                       | —                       | —                       | —                       | - Республика Корея: 10,882  | The Story Begins     |
| «Truth»                                                                                 | 2015 | 207                     | —                       | —                       | —                       | —                       | - Республика Корея: 7,080   | The Story Begins     |
| «Like a Fool»                                                                           | 2015 | 243                     | —                       | —                       | —                       | —                       | - Республика Корея: 5,895   | The Story Begins     |
| «Candy Boy»                                                                             | 2015 | 268                     | —                       | —                       | —                       | —                       | - Республика Корея: 5,460   | The Story Begins     |
| «Precious Love» (소중한 사랑)                                                           | 2016 | 73                      | —                       | —                       | —                       | —                       | - Республика Корея: 44,105  | Page Two             |
| «Touchdown»                                                                             | 2016 | 86                      | —                       | —                       | —                       | —                       | - Республика Корея: 39,181  | Page Two             |
| «Woohoo»                                                                                | 2016 | 108                     | —                       | —                       | —                       | —                       | - Республика Корея: 26,187  | Page Two             |
| «Tuk Tok» (툭하면 톡)                                                                   | 2016 | 112                     | —                       | —                       | —                       | —                       | - Республика Корея: 25,355  | Page Two             |
| «My Headphones On» (Headphone 써)                                                       | 2016 | 133                     | —                       | —                       | —                       | —                       | - Республика Корея: 23,058  | Page Two             |
| «1 to 10»                                                                               | 2016 | 35                      | —                       | —                       | —                       | —                       | - Республика Корея: 51,243  | Twicecoaster: Lane 1 |
| «One in a Million»                                                                      | 2016 | 55                      | —                       | —                       | —                       | —                       | - Республика Корея: 40,724  | Twicecoaster: Lane 1 |
| «Ponytail»                                                                              | 2016 | 67                      | —                       | —                       | —                       | —                       | - Республика Корея: 33,140  | Twicecoaster: Lane 1 |
| «Jelly Jelly»                                                                           | 2016 | 68                      | —                       | —                       | —                       | —                       | - Республика Корея: 33,376  | Twicecoaster: Lane 1 |
| «Pit-A-Pat»                                                                             | 2016 | 75                      | —                       | —                       | —                       | —                       | - Республика Корея: 30,884  | Twicecoaster: Lane 1 |
| «Next Page»                                                                             | 2016 | 78                      | —                       | —                       | —                       | —                       | - Республика Корея: 30,583  | Twicecoaster: Lane 1 |
| «Ice Cream» (녹아요)                                                                    | 2017 | 19                      | —                       | —                       | —                       | 18                      | - Республика Корея: 62,170  | Twicecoaster: Lane 2 |
| «Only You» (Only 너)                                                                    | 2017 | 56                      | —                       | —                       | —                       | —                       | - Республика Корея: 32,978  | Signal               |
| «Three Times a Day» (하루에 세번)                                                       | 2017 | 57                      | —                       | —                       | —                       | —                       | - Республика Корея: 31,780  | Signal               |
| «Someone Like Me»                                                                       | 2017 | 78                      | —                       | —                       | —                       | —                       | - Республика Корея: 27,741  | Signal               |
| «Hold Me Tight»                                                                         | 2017 | 80                      | —                       | —                       | —                       | —                       | - Республика Корея: 26,658  | Signal               |
| «Eye Eye Eyes»                                                                          | 2017 | 82                      | —                       | —                       | —                       | —                       | - Республика Корея: 26,411  | Signal               |
| «Luv Me»                                                                                | 2017 | —                       | —                       | 38                      | —                       | —                       |                             | One More Time MCD    |
| «Turtle» (거북이)                                                                       | 2017 | 26                      | —                       | —                       | —                       | —                       | - Республика Корея: 48,485  | Twicetagram          |
| «Missing U»                                                                             | 2017 | 46                      | 15                      | —                       | —                       | —                       | - Республика Корея: 35,213  | Twicetagram          |
| «Wow»                                                                                   | 2017 | 86                      | 17                      | —                       | —                       | —                       | - Республика Корея: 22,128  | Twicetagram          |
| «24/7»                                                                                  | 2017 | 95                      | 18                      | —                       | —                       | —                       | - Республика Корея: 21,665  | Twicetagram          |
| «FFW»                                                                                   | 2017 | 97                      | 20                      | —                       | —                       | —                       | - Республика Корея: 20,773  | Twicetagram          |
| «You in My Heart» (널 내게 담아)                                                        | 2017 | —                       | 19                      | —                       | —                       | —                       | - Республика Корея: 20,934  | Twicetagram          |
| «Look at Me» (날 바라바라봐)                                                            | 2017 | —                       | 21                      | —                       | —                       | —                       | - Республика Корея: 20,725  | Twicetagram          |
| «Love Line»                                                                             | 2017 | —                       | 22                      | —                       | —                       | —                       | - Республика Корея: 20,313  | Twicetagram          |
| «Ding Dong»                                                                             | 2017 | —                       | 23                      | —                       | —                       | —                       | - Республика Корея: 20,168  | Twicetagram          |
| «Don’t Give Up» (힘내!)                                                                 | 2017 | —                       | 24                      | —                       | —                       | —                       | - Республика Корея: 19,796  | Twicetagram          |
| «Jaljayo Good Night» (잘자요 굿나잇)                                                    | 2017 | —                       | 25                      | —                       | —                       | —                       | - Республика Корея: 19,774  | Twicetagram          |
| «Rollin'»                                                                               | 2017 | —                       | 16                      | —                       | —                       | —                       | - Республика Корея: 19,552  | Twicetagram          |
| «Merry & Happy»                                                                         | 2017 | 24                      | 21                      | 54                      | —                       | 12                      | - Республика Корея: 100,322 | Merry & Happy        |
| «Brand New Girl»                                                                        | 2018 | —                       | —                       | 26                      | —                       | —                       |                             | BDZ                  |
| «Sweet Talker»                                                                          | 2018 | —                       | 22                      | —                       | —                       | —                       |                             | What Is Love?        |
| «Ho!»                                                                                   | 2018 | —                       | 30                      | —                       | —                       | —                       |                             | What Is Love?        |
| «Chillax»                                                                               | 2018 | 65                      | 12                      | —                       | —                       | 9                       |                             | Summer Nights        |
| «Shot Thru the Heart»                                                                   | 2018 | —                       | —                       | —                       | —                       | 12                      |                             | Summer Nights        |
| «Stuck»                                                                                 | 2018 | —                       | —                       | 59                      | —                       | —                       |                             | Summer Nights        |
| «Be as One»                                                                             | 2018 | —                       | —                       | 94                      | —                       | —                       |                             | BDZ                  |
| «Rainbow»                                                                               | 2019 | —                       | 94                      | —                       | —                       | —                       |                             | Feel Special         |
| «Get Loud»                                                                              | 2019 | —                       | 95                      | —                       | —                       | —                       |                             | Feel Special         |
| «Trick It»                                                                              | 2019 | —                       | 96                      | —                       | —                       | —                       |                             | Feel Special         |
| «Love Foolish»                                                                          | 2019 | —                       | 97                      | —                       | —                       | —                       |                             | Feel Special         |
| «21:29»                                                                                 | 2019 | —                       | 98                      | —                       | —                       | —                       |                             | Feel Special         |
| «Swing»                                                                                 | 2020 | —                       | —                       | 42                      | —                       | —                       |                             | &Twice (Repackage)   |
| «Oxygen»                                                                                | 2020 | —                       | 90                      | —                       | —                       | —                       |                             | More & More          |
| «I’ll Show You» (с K/DA и Bekuh Boom при участии Annika Wells)                          | 2020 | —                       | —                       | —                       | 38                      | 10                      |                             | All Out              |
| «Queen of Hearts»                                                                       | 2022 | —                       | —                       | —                       | —                       | 13                      |                             | Between 1&2          |
| «Basics»                                                                                | 2022 | —                       | —                       | —                       | 31                      | 15                      |                             | Between 1&2          |
| «—» обозначает релизы, которые не попали в чарт или не были выпущены на этой территории |      |                         |                         |                         |                         |                         |                             |                      |

## Комментарии
1. ↑  Песня достигла пика под номером 80 на международном Gaon Digital Chart.[46]
2. ↑  Песня не вошла в BillboardGlobal 200, но достигла 163-го места в Billboard Global Excl. U.S.[53]
3. 1 2  Sales figures for tracks are based on digital downloads, except noted.
4. ↑  "Signal (Japanese ver.)" was released on June 14, 2017, as a digital single from the group's first compilation album, #Twice.[58]
5. ↑  "Stay by My Side" was released digitally on October 22, 2018, as a single from the repackage of BDZ, and was also featured as a theme song of the television series Shinya no Dame Koi Zukan[яп.] (2018).[59]
6. ↑  "Likey (Japanese ver.)" was released on January 11, 2019, as a digital single from the group's second compilation album, #Twice2.[61]
7. ↑  "What Is Love? (Japanese ver.)" was released on February 8, 2019, as a digital single and the title track from the group's second compilation album, #Twice2.[62]
8. ↑  "More & More (English version)" was released as a digital single on August 21, 2020.[63]
9. ↑  "I Can't Stop Me (English version)" was released as a digital single on November 30, 2020.[64]